# Белгород
Белгород (рус. Бе́лгород) је град у западном делу Русије и административни центар Белгородске области. Према попису становништва из 2010. у граду је живело 356.426 становника.
Налази се у јужном делу Средњоруске висоравни, смештен је на десној обали Северског Доњеца (десна притока Дона), 695 km јужно од Москве, 40 km од границе са Украјином.

## Географија
| Клима Белгорода (средње вредности за период 1983-2005.)             | Клима Белгорода (средње вредности за период 1983-2005.) | Клима Белгорода (средње вредности за период 1983-2005.) | Клима Белгорода (средње вредности за период 1983-2005.) | Клима Белгорода (средње вредности за период 1983-2005.) | Клима Белгорода (средње вредности за период 1983-2005.) | Клима Белгорода (средње вредности за период 1983-2005.) | Клима Белгорода (средње вредности за период 1983-2005.) | Клима Белгорода (средње вредности за период 1983-2005.) | Клима Белгорода (средње вредности за период 1983-2005.) | Клима Белгорода (средње вредности за период 1983-2005.) | Клима Белгорода (средње вредности за период 1983-2005.) | Клима Белгорода (средње вредности за период 1983-2005.) | Клима Белгорода (средње вредности за период 1983-2005.) |
| Показатељ \ Месец                                                   | .Јан.                                                   | .Феб.                                                   | .Мар.                                                   | .Апр.                                                   | .Мај.                                                   | .Јун.                                                   | .Јул.                                                   | .Авг.                                                   | .Сеп.                                                   | .Окт.                                                   | .Нов.                                                   | .Дец.                                                   | .Год.                                                   |
| ------------------------------------------------------------------- | ------------------------------------------------------- | ------------------------------------------------------- | ------------------------------------------------------- | ------------------------------------------------------- | ------------------------------------------------------- | ------------------------------------------------------- | ------------------------------------------------------- | ------------------------------------------------------- | ------------------------------------------------------- | ------------------------------------------------------- | ------------------------------------------------------- | ------------------------------------------------------- | ------------------------------------------------------- |
| Апсолутни максимум, °C (°F)                                         | 6,6 (43,9)                                              | 12,3 (54,1)                                             | 19,4 (66,9)                                             | 25,6 (78,1)                                             | 34,4 (93,9)                                             | 35,7 (96,3)                                             | 38,9 (102)                                              | 36,3 (97,3)                                             | 33,5 (92,3)                                             | 27,6 (81,7)                                             | 17,4 (63,3)                                             | 8,9 (48)                                                | 38,9 (102)                                              |
| Средњи максимум, °C (°F)                                            | −3,0 (26,6)                                             | −2,9 (26,8)                                             | 2,8 (37)                                                | 13,2 (55,8)                                             | 20,5 (68,9)                                             | 23,9 (75)                                               | 26,0 (78,8)                                             | 25,2 (77,4)                                             | 18,6 (65,5)                                             | 11,1 (52)                                               | 1,9 (35,4)                                              | −2,6 (27,3)                                             | 11,3 (52,3)                                             |
| Просек, °C (°F)                                                     | −6,1 (21)                                               | −6,1 (21)                                               | −0,4 (31,3)                                             | 8,9 (48)                                                | 15,5 (59,9)                                             | 19,4 (66,9)                                             | 21,8 (71,2)                                             | 21,2 (70,2)                                             | 15,1 (59,2)                                             | 8,0 (46,4)                                              | −0,4 (31,3)                                             | −5,6 (21,9)                                             | 7,7 (45,9)                                              |
| Средњи минимум, °C (°F)                                             | −10,0 (14)                                              | −9,9 (14,2)                                             | −4,0 (24,8)                                             | 4,0 (39,2)                                              | 9,7 (49,5)                                              | 14,1 (57,4)                                             | 16,8 (62,2)                                             | 16,3 (61,3)                                             | 10,9 (51,6)                                             | 4,7 (40,5)                                              | −2,8 (27)                                               | −9,0 (15,8)                                             | 3,5 (38,3)                                              |
| Апсолутни минимум, °C (°F)                                          | −34,5 (−30,1)                                           | −29,7 (−21,5)                                           | −31,1 (−24)                                             | −9,7 (14,5)                                             | −3,1 (26,4)                                             | 2,9 (37,2)                                              | 8,7 (47,7)                                              | 7,1 (44,8)                                              | −2,5 (27,5)                                             | −6,2 (20,8)                                             | −21,0 (−5,8)                                            | −32,1 (−25,8)                                           | −34,5 (−30,1)                                           |
| Извор: Метеоданные Белгородской области и worldweather.org (осадки) |                                                         |                                                         |                                                         |                                                         |                                                         |                                                         |                                                         |                                                         |                                                         |                                                         |                                                         |                                                         |                                                         |

## Историја
Насеље се први пут спомиње 1237. када су га разориле хорде Бату-кана. Поново је изграђен 1596. године по наређењу Бориса Годунова, као једна од бројних утврда изграђених за одбрану јужну границу од Кримских Татара.
Кад се руска граница помакла даље према југу, тврђава је запуштена, а град је додељен управи властели из Курска. Петар Велики га је посетио уочи битке код Полтаве. Драгунски пук је била стациониран у граду све до 1917. године.
За време битке код Курска, оближње село Прохоровка у Белгородској области је било место највеће тенковске битке у историји, 12. јула 1943. Према попису становништва из 2010. у граду је живело 362832 становника.

## Становништво
Према прелиминарним подацима са пописа, у граду је 2010. живело 356.426 становника, 19.396 (5,75%) више него 2002.
| 1939.  | 1959.  | 1970.   | 1979.   | 1989.   | 2002.   | 2010.   |
| ------ | ------ | ------- | ------- | ------- | ------- | ------- |
| 34.359 | 72.278 | 151.336 | 239.814 | 300.408 | 337.030 | 362.832 |

## Партнерски градови
- Вејкфилд
- Харков
- Херне
- Ополе
- Вишгород
- Прилуки
- Луганск
- Ниш
- Орел
- Севастопољ
- Чангчуен
- Јевпаторија
- Суми